# Copa del Món de Futbol 2018 - Grup E
El Grup E de la Copa del Món de Futbol 2018, realitzada a Rússia, està compost per quatre equips, que s'enfrontaran entre ells amb un total de sis partits. Quan acabin aquests partits, els dos equips amb més punts es classificaran per a la fase següent.
El primer lloc d'aquest grup s'enfrontarà contra el segon del grup F. El segon lloc del grup s'enfrontarà al primer del grup F.

## Integrants
El grup E està integrat per les seleccions següents:
| Brasil | Suïssa | Costa Rica | Sèrbia |
| ------ | ------ | ---------- | ------ |

Segons el Ranking Mundial de la FIFA del 15 de març del 2018, Brasil estava classificada en 2n lloc, Suïssa en el 8è, Costa Rica en el 26è i Sèrbia en el 34è.

## Classificació
| Pos | Equip      | PJ | PG | PE | PP | GF | GC | DG | Pts | Classificació        |
| --- | ---------- | -- | -- | -- | -- | -- | -- | -- | --- | -------------------- |
| 1   | Brasil     | 3  | 2  | 1  | 0  | 5  | 1  | +4 | 7   | Avança a segona fase |
| 2   | Suïssa     | 3  | 1  | 2  | 0  | 5  | 4  | +1 | 5   | Avança a segona fase |
| 3   | Sèrbia     | 3  | 1  | 0  | 2  | 2  | 4  | −2 | 3   |                      |
| 4   | Costa Rica | 3  | 0  | 1  | 2  | 2  | 5  | −3 | 1   |                      |

## Partits

### Brasil vs. Suïssa
| Brasil       | 1–1     | Suïssa    |
| ------------ | ------- | --------- |
| Coutinho 20' | Informe | Zuber 50' |

### Costa Rica vs. Sèrbia
| Costa Rica | 0–1     | Sèrbia      |
| ---------- | ------- | ----------- |
|            | Informe | Kolarov 56' |

### Brasil vs. Costa Rica
| Brasil                        | 2–0     | Costa Rica |
| ----------------------------- | ------- | ---------- |
| Coutinho 90+1' · Neymar 90+7' | Informe |            |

### Sèrbia vs. Suïssa
| Sèrbia      | 1–2     | Suïssa                  |
| ----------- | ------- | ----------------------- |
| Mitrović 5' | Informe | Xhaka 52' · Shaqiri 90' |

### Sèrbia vs. Brasil
| Sèrbia | 0–2     | Brasil                          |
| ------ | ------- | ------------------------------- |
|        | Informe | Paulinho 36' · Thiago Silva 68' |

### Suïssa vs. Costa Rica
| Suïssa                   | 2–2     | Costa Rica                       |
| ------------------------ | ------- | -------------------------------- |
| Džemaili 31' · Drmić 88' | Informe | Waston 56' · Sommer 90+3' (p.p.) |